# پرستودریایی پیشانی‌سفید
پرستودریایی پیشانی‌سفید (نام علمی: Sterna striata) نام یک گونه از سرده پرستودریایی‌ها است.

## نگارخانه

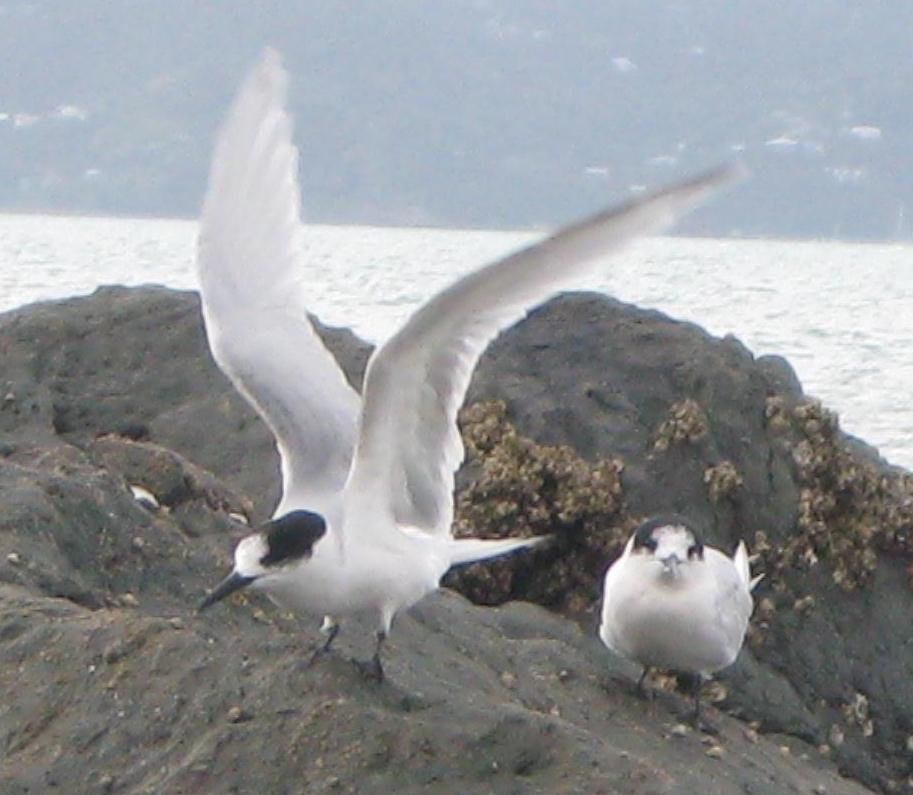
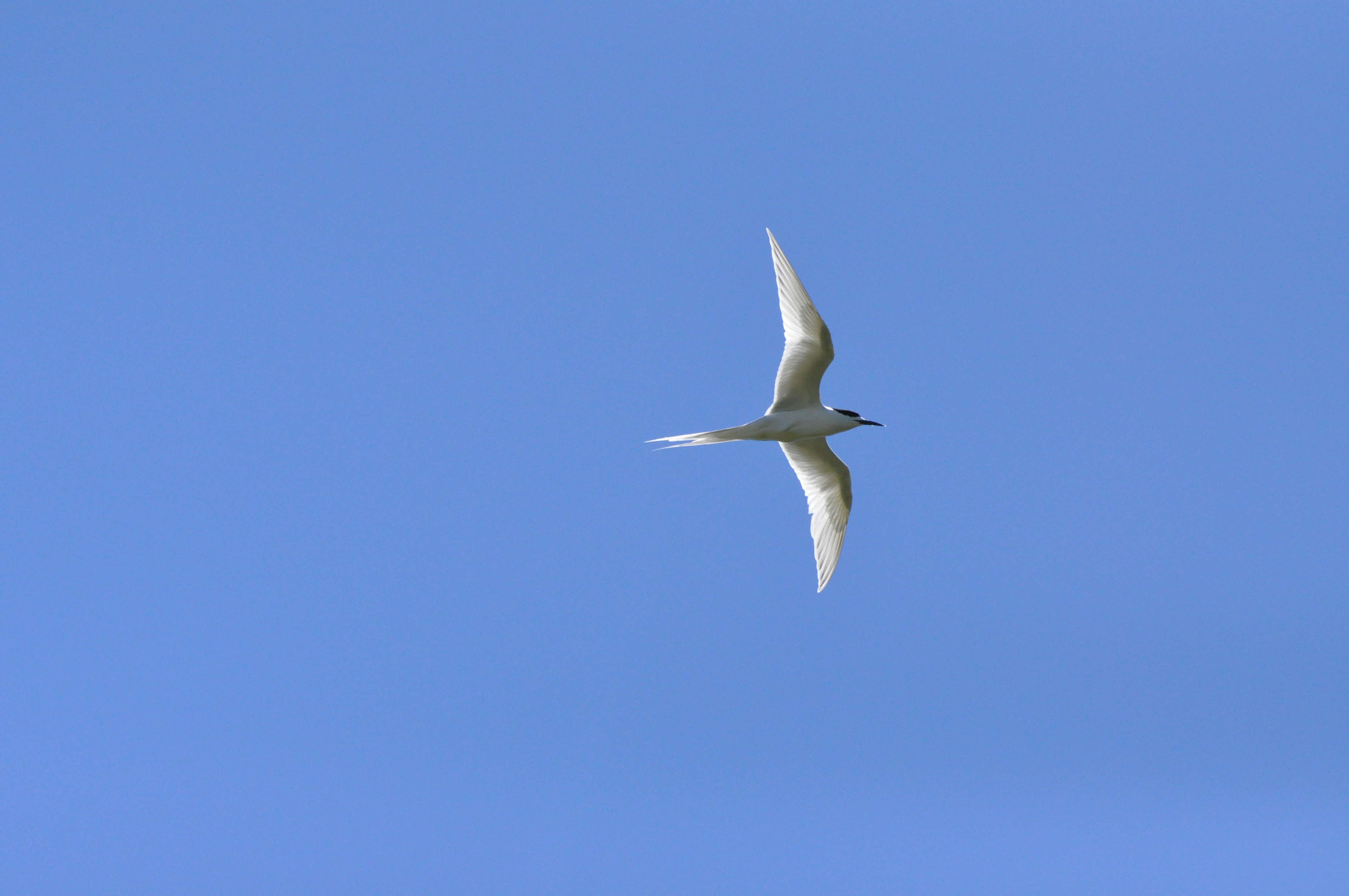
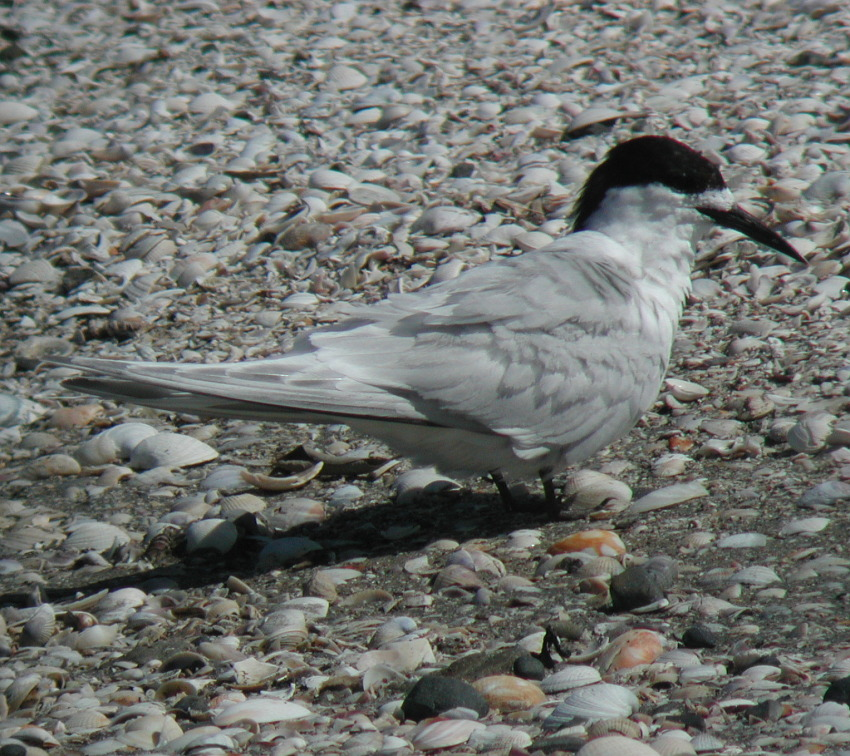
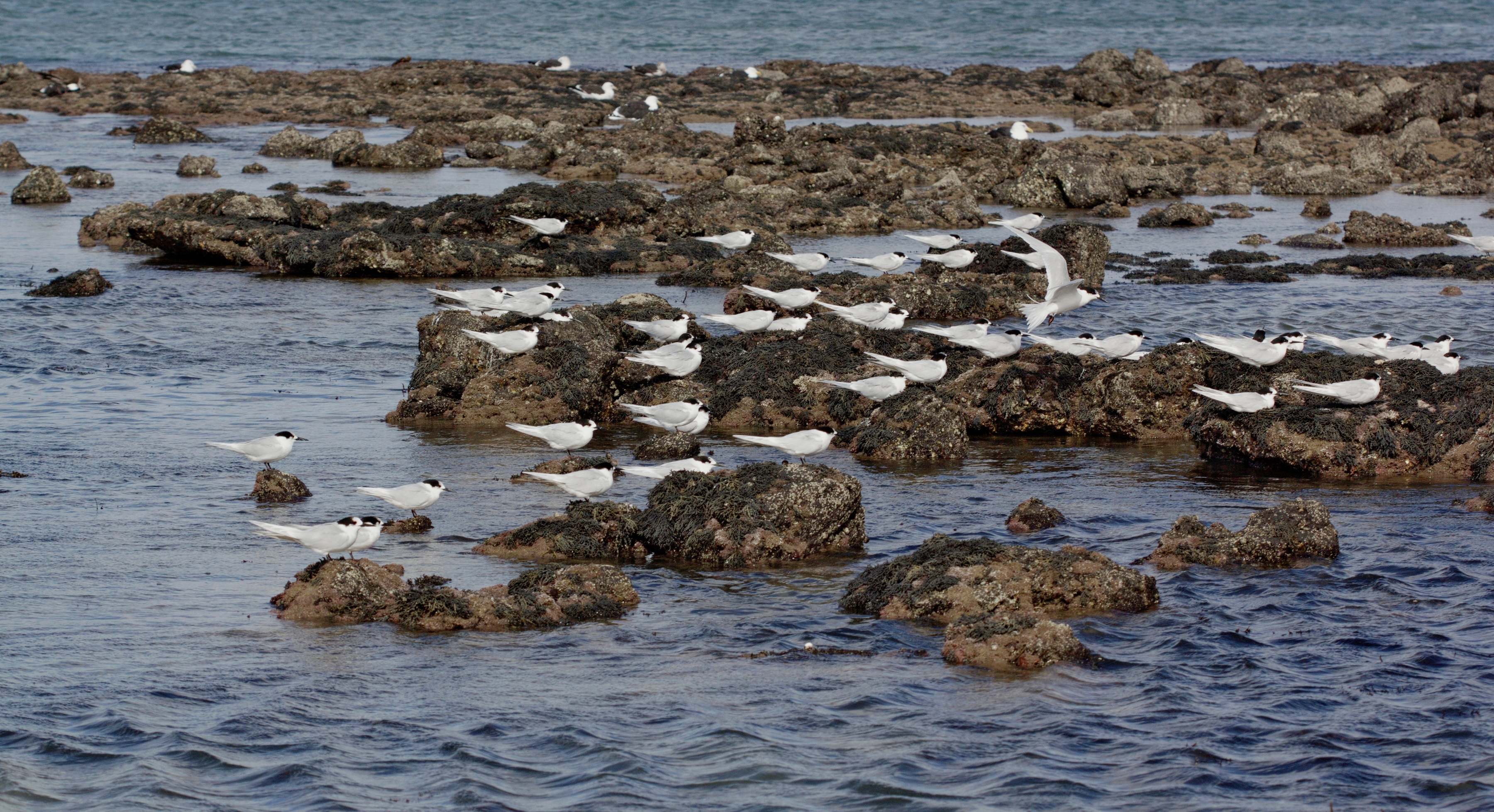